# Гаттинара
Гаттинара (итал. Gattinara, пьем. Gatinera) — коммуна в Италии, в регионе Пьемонт, подчиняется административному центру Верчелли.
Население составляет около 8000 человек, плотность населения — 235 чел./км². Занимает площадь 34 км². Почтовый индекс — 13045. Телефонный код — 0163. В городе родился и вырос знаменитый футбольный вратарь Анджело Мартино Коломбо, который становился чемпионом Италии в сезоне 1966/67.
Покровителем коммуны почитается святой апостол Пётр, празднование 29 июня.

## Демография
Динамика населения:

## Администрация коммуны
- Официальный сайт: http://www.comune.gattinara.vc.it/

## Фестиваль вина
Фестиваль винограда, главное событие города, проходит в начале сентября: по всему городу все традиционные таверны участвуют в празднествах, готовятся традиционные сочные блюда в сопровождении местного вина Гаттинара.